# Leonard Smith (giocatore di football americano)
Leonard Phillip Smith (New Orleans, 2 settembre 1960) è un ex giocatore di football americano statunitense che ha militato nei ruoli di cornerback e safety nella National Football League (NFL).

## Carriera
Al college Smith giocò a football alla McNeese State University. Fu scelto dai St. Louis Cardinals come diciassettesimo assoluto nel Draft NFL 1983. Vi giocò fino alla prima parte della stagione 1988, venendo inserito nel Second-team All-Pro nel 1986 dopo avere fatto registrare un intercetto e 5 sack. Dal 1988 al 1991 militò nei Buffalo Bills, raggiungendo il Super Bowl in entrambe le ultime due stagioni, venendo sconfitto in entrambi i casi.

## Palmarès

### Franchigia
- American Football Conference Championship: 1

Buffalo Bills: 1990, 1991

### Individuale
- Second-team All-Pro: 1

1986
- College Football Hall of Fame